# 220 km (obwód nowogrodzki)
220 km (ros. 220 км) – przystanek kolejowy w pobliżu miejscowości Leszyno, w rejonie okułowskim, w obwodzie nowogrodzkim, w Rosji. Położony jest na linii Petersburg – Moskwa.